# Diane Matheson
Diane Elaine Matheson verheiratete Diane Clement (* 27. September 1936 in Moncton) ist eine ehemalige kanadische Sprinterin.
Bei den Olympischen Spielen 1956 in Melbourne schied sie über 100 m, 200 m und in der 4-mal-100-Meter-Staffel im Vorlauf aus.
1958 gewann sie bei den British Empire and Commonwealth Games in Cardiff Bronze mit der kanadischen 4-mal-110-Yards-Stafette.
Zweimal wurde sie Kanadische Meisterin über 200 m bzw. 220 Yards (1956, 1957) und einmal über 100 Yards (1957).
1962 gehörte sie mit ihrem Ehemann Doug Clement zu den Gründern des Kajaks Track & Field Club in Richmond. Später war sie Präsidentin des kanadischen Leichtathletikverbandes und an der Organisation der Olympischen Sommerspiele 1976 in Montreal und der Olympischen Winterspiele 2010 in Vancouver beteiligt. 1985 gehörte sie zu den Mitbegründern des Vancouver Sun Run. Des Weiteren war sie als Fernsehköchin erfolgreich.

## Persönliche Bestzeiten
- 100 m: 11,8 s, 1956
- 200 m: 24,7 s, 1956

## Veröffentlichungen
- Zest for Life. Classic Dishes for Family and Friends from the 50’s to the 90’s Raincoast, 2000, ISBN 1551922924
- Chef on the Run. Raincoast, 2002, ISBN 155192563X
- mit Doug Clement: Start Fresh! Your Complete Guide to Midlifestyle Food and Fitness. Whitecap Books, 2010, ISBN 1552859193